# Aku Tongmi
Aku Tongmi (ur. 1913, zm. 2007) – bhutański kompozytor, autor muzyki do Druk tsendhen, narodowego hymnu Bhutanu, daszo.
W 1953 odbywał szkolenia w Shillong w Indiach i został pierwszym w Bhutanie kapelmistrzem. Cztery miesiące po jego powrocie z Indii Bhutan odwiedził premier tego kraju Jawaharlal Nehru. Z tej okazji król Bhutanu Jigme Dorji Wangchuck ogłosił konkurs na stworzenie hymnu. Tekst stworzył Gyaldun Thinley Dorji, zaś za stworzenie melodii i choreografii odpowiadał Aku Tongmi (melodia hymnu została oparta na ludowym utworze Thri nyampa med pa pemai thri). Był członkiem Bhutańskiej Armii Królewskiej.
Aku Tongmi był jego pseudonimem, naprawdę nazywał się Dorji.